# Joan Marc (escriptor grec)
Joan Marc, en llatí Ioannes Marcus, fou autor d'una obra espúria anomenada Acta et Passio S. Barnabae in Cypro, que no correspon a autèntics fets, està signada per Joannes Marcus (Acts. 12.12, 25, 13.5, 13, 15.37, 39), i fou publicada en versió llatina a l'Acta Sanctorum Junii (vol. 2. pag. 431 i següents), probablement l'obra consultada per Smith.